# Flikstrandpipare
Flikstrandpipare (Charadrius semipalmatus) är en nordamerikansk vadarfågel i familjen pipare. Den häckar på stränder i norra Nordamerika och flyttar vintertid så långt söderut som till södra Sydamerika. Arten är en mycket fåtalig gäst i Europa. Beståndet anses vara livskraftigt.

## Utseende och läte
Flikstrandpiparen är en liten pipare (16-17,5 centimeter) som är mycket lik den något större större strandpipare med sin otecknade gråbruna rygg, svartvita huvudteckning, svarta bröstband och gulfärgade näbb med svart spets. Den mest karakteristiska men också svårobserverade egenskapen hos arten är artens tydliga simhud mellan alla tår, därav namnet. Näbben är också kortare, kroppsformen slankare och bröstbandet smalare. Hanen saknar vanligen också större strandpipare-hanens vita ögonbryn bakom ögat.

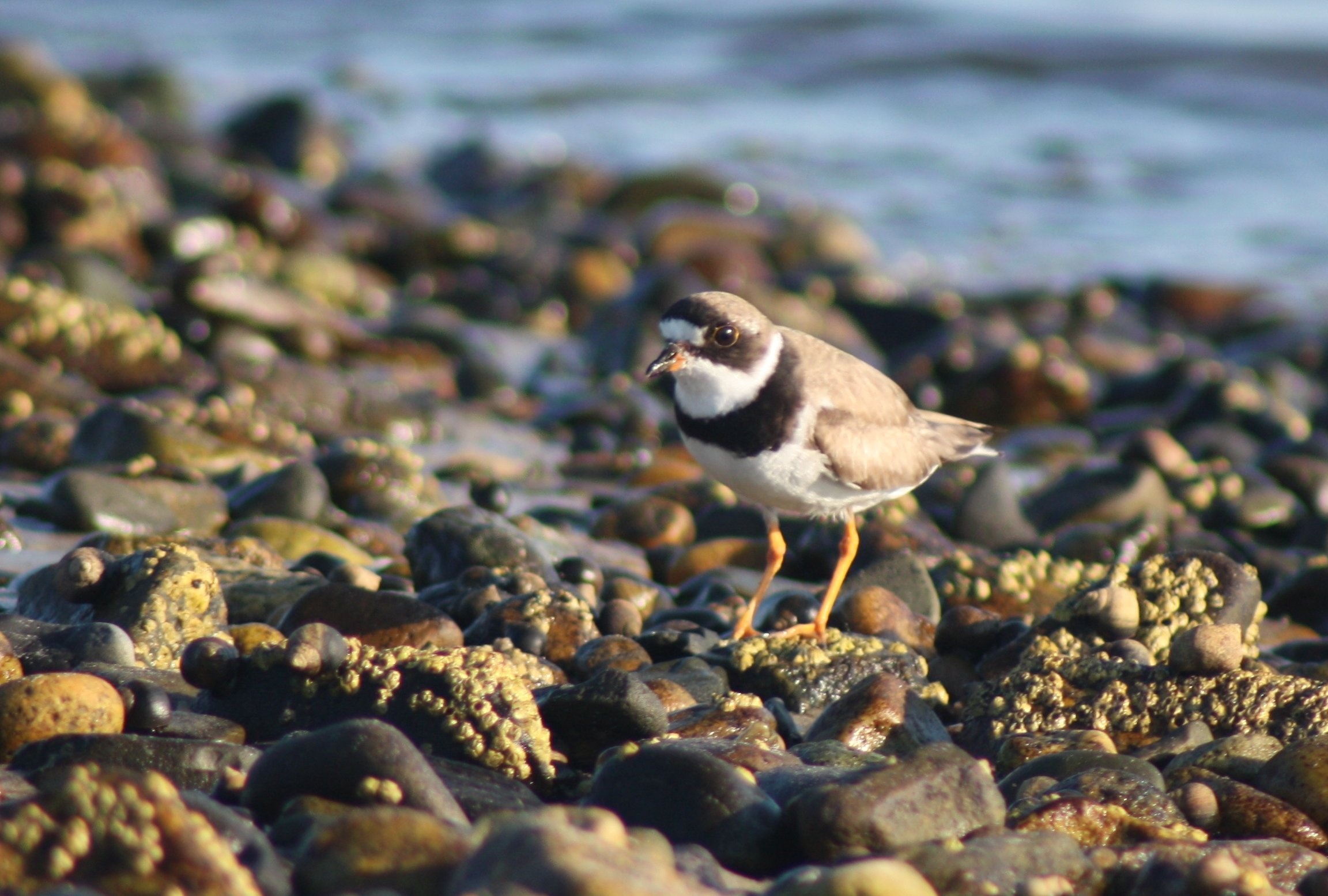
Adult flikstrandpipare i Maine, USA.

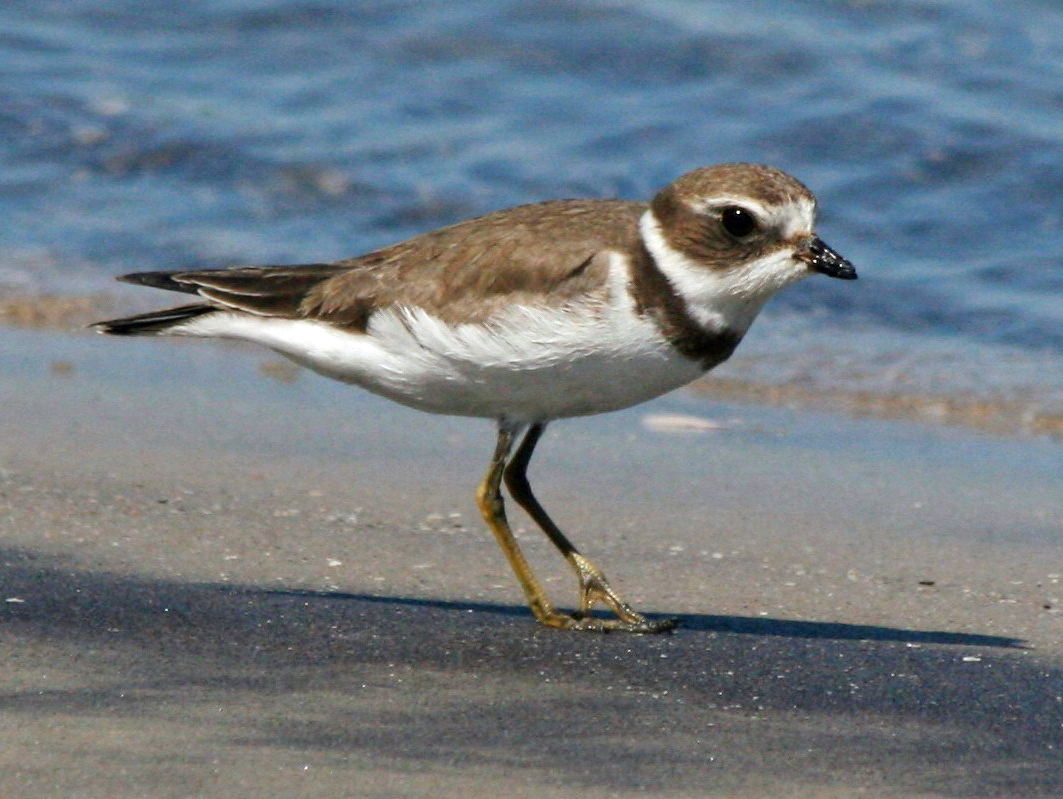
Juvenil flikstrandpipare vid Sunset Beach, North Carolina, USA.

Lätena skiljer sig tydligt, dels en snabb uppåtgående vissling med betoning på andra stavelsen tjuvi, dels ett utdraget tjy-viih.

## Utbredning och systematik
Flikstrandpipare är en flyttfågel som häckar i norra Nordamerika och övervintrar så långt som till södra Sydamerika och på Hawaii. Den är en mycket sällsynt gäst i Europa, med fynd främst från Storbritannien och Irland, men också Norge, Färöarna, Spanien och Island. Den har ännu ej påträffats i Sverige.

## Systematik
Trots likheten står inte flikstrandpipare större strandpipare närmast. Istället utgör den senare och amerikanska flöjtstrandpipare ett artpar och flikstrandpiparen är systerart till dessa två. Denna trio står i sin tur närmast skrikstrandpiparen. Den behandlas som monotypisk, det vill säga att den inte delas in i några underarter.

## Ekologi och beteende
Flikstrandpipare häckar på stränder, på en öppen yta med lite eller ingen växtlighet. De födosöker på sandiga och dyiga stränder men även fält efter insekter, maskar och kräftdjur. Liksom många pipararter använder den en avledningsmanöver för att lura potentiella predatorer bort från boet genom att låtsas vara skada.

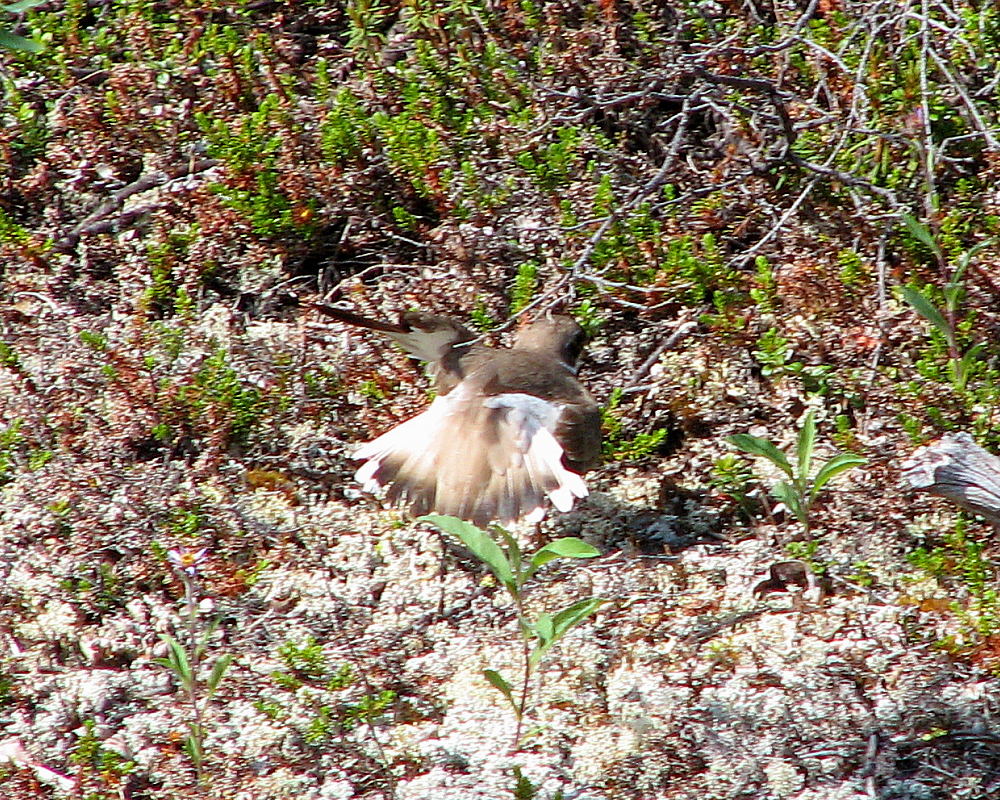
Flikstrandpipare som spelar skadad.

## Status och hot
Arten har ett stort utbredningsområde, men tros minska i antal, dock inte tillräckligt kraftigt för att den ska betraktas som hotad. Internationella naturvårdsunionen IUCN listar arten som livskraftig (LC).  Världspopulationen uppskattas till mellan en halv och en miljon adulta individer.